# Erster Weltkrieg in Afrika
Der afrikanische Kriegsschauplatz im Ersten Weltkrieg umfasste eine Reihe von Militäroperationen und Schlachten, die zwischen den Alliierten Großbritannien, Belgien und Portugal sowie den Mittelmächten Deutschland und dem Osmanischen Reich in verschiedenen Regionen des afrikanischen Kontinents ausgetragen wurden.
Der Konflikt in Afrika konzentrierte sich im Wesentlichen auf drei Hauptgebiete: Deutsch-Ostafrika (das heutige Tansania, Burundi und Ruanda), Deutsch-Südwestafrika (das heutige Namibia) und die britischen Protektorate Ägypten und Sudan. Der Krieg beschränkte sich nicht auf Operationen an Land. Die Marine spielte eine wichtige Rolle, insbesondere in den ostafrikanischen Küstenregionen. Die Royal Navy führte Blockaden durch, welche die deutschen Schiffe daran hinderten, die afrikanische Küste zu erreichen und ihre Nachschubwege unterbrachen. Die örtliche Bevölkerung wurde sowohl von den Alliierten als auch von den Mittelmächten zur Unterstützung ihrer jeweiligen Kriegsanstrengungen rekrutiert. Die Auswirkungen des Kriegs gingen über die eigentlichen Kämpfe hinaus. Der Krieg hatte erhebliche wirtschaftliche, soziale und politische Folgen für Afrika. Die Kämpfe unterbrachen den Handel, die Landwirtschaft und die Infrastruktur, was zu weit verbreiteten Hungersnöten und wirtschaftlicher Not führte. Darüber hinaus führte der Konflikt zur Zwangsrekrutierung afrikanischer Arbeitskräfte, was die bestehenden Spannungen verschärfte und die Saat für künftige nationalistische Bewegungen legte.

## Hintergrund
Die kolonialen Streitkräfte in Afrika waren relativ klein und schlecht ausgerüstet und eher zur Aufrechterhaltung der inneren Ordnung als zur Durchführung militärischer Operationen gegen andere Kolonialmächte geschaffen worden. Auf der Kongokonferenz 1884 hatten sich die europäischen Mächte darauf geeinigt, dass sich die Kolonien in Afrika im Falle eines Krieges in Europa neutral verhalten sollten. 1914 hatte keine der europäischen Mächte Pläne, ihren Gegnern die Kontrolle über die überseeischen Kolonien streitig zu machen. Als die Nachricht vom Ausbruch des Krieges Afrika erreichte, löste sie in den Hauptstädten der Staaten, die Kolonien unterhielten, wenig Begeisterung aus. Ein Krieg lag nicht im Interesse der weißen Kolonialisten. In einem Leitartikel des East African Standard vom 22. August hieß es, die Europäer in Afrika sollten sich nicht gegenseitig bekämpfen, sondern zusammenarbeiten, um die Unterdrückung der einheimischen Bevölkerung aufrechtzuerhalten.

## Nordafrika

### Sanūsīya-Feldzug
Bevor die Senussi in den Widerstand gegen die Franzosen verwickelt wurden, waren sie eine relativ friedliche islamische Sekte, die dem Fanatismus ablehnend gegenüberstand. Im Italienisch-Türkischen Krieg (29. September 1911 bis 18. Oktober 1912) besetzten italienische Truppen Enklaven entlang der libyschen Küste, und die Senussi leisteten vom Landesinneren aus Widerstand. 1913 wurden die Italiener von den Senussi und Türken in der Nähe von Derna besiegt. 1914 führten die Italiener jedoch neue Truppen heran und im Januar hatten sich die Senussi in den Südosten von Kyrenaika zurückziehen müssen. Die Senussi verfügten über etwa 10.000 Mann, die mit modernen Gewehren bewaffnet waren und deren Munition aus einer Fabrik stammte, die 1.000 Schuss pro Tag produzierte. Zwischen den Italienern in den befestigten Städten und den in der Wüste umherziehenden Senussi kam es immer wieder zu Gefechten. Die Briten erklärten dem Osmanischen Reich am 5. November den Krieg und die Führung des Osmanischen Reiches ermutigte die Senussi, Ägypten von Westen her anzugreifen.

#### Küstenoperation
Anfang November 1915 torpedierte und versenkte das deutsche U-Boot U 35 eine Reihe von britischen Schiffen. Am 14. November 1915 griffen die Senussi eine ägyptische Stellung bei Sollum an. Am 18. November 1915 wurde ein Kloster in Sidi Barrani, 77 km hinter Sollum, von 300 Muhafizia besetzt, und am 20. November 1915 wurde 48 km östlich von Sollum ein ägyptischer Posten angegriffen. Die Briten zogen sich von Sollum nach Mersa Matruh, 190 km weiter östlich, zurück, wo es bessere Möglichkeiten für einen Stützpunkt gab. Am 11. Dezember 1915 wurde eine britische Karawane, die nach Duwwar Hussein geschickt worden war, entlang der Strecke Matruh-Sollum angegriffen. Die Aufklärung wurde fortgesetzt, und am 13. Dezember 1915 wurden die Briten im Wadi Hasheifiat erneut angegriffen.
Die Briten kehrten bis zum 25. Dezember 1915 nach Mersa Matruh zurück und unternahmen dann einen Vorstoß bei Nacht, um die Senussi zu überraschen. Im Gefecht von Wadi Majid wurden die Senussi besiegt, konnten sich aber nach Westen zurückziehen. Die Luftaufklärung entdeckte bei Halazin 35 km südwestlich von Mersa Matruh weitere Senussi-Lager, die am 23. Januar 1916 angegriffen wurden. Dabei konnten sich die Senussi erneut zurückziehen und einer Vernichtung entgehen. Im Februar 1916 wurden die britischen Streitkräfte verstärkt und eine britische Karawane entlang der Küste nach Westen geschickt, um Sollum wieder einzunehmen. Die Luftaufklärung entdeckte bei Agagia 25 km südöstlich von Barrani die Senussi. Im anschließenden Gefecht von Agagia am 26. Februar wurden die Senussi besiegt und Sollum am 14. März 1916 von den britischen Streitkräften zurückerobert.

#### Bahariyya
Am 11. Februar 1916 besetzte Ahmad asch-Scharif, Führer des Senussi-Ordens in der Kyrenaika, die Oase Bahariya in Gizeh, die daraufhin von Bombern des britischen Royal Flying Corps angegriffen wurde. Gleichzeitig wurde die Oase Farafra eingenommen, worauf die Senussi am 27. Februar weiter zur Oase Dakhla zogen. Die Briten reagierten mit der Aufstellung der Southern Force, um die Zugänge zum Niltal von Westen her zu sichern. Die ägyptischen Beamten in der Oase Kharga wurden abgezogen und die Oase von den Senussi besetzt, bis sie sich unbehelligt zurückzogen. Die Briten besetzten die Oase am 15. April und begannen mit dem Ausbau der Feldbahn von Kharga bis zur Oase Moghara. Das hauptsächlich australische Imperial Camel Corps patrouillierte, um die Senussi vom Niltal abzuschneiden. Die Vorbereitungen für einen Angriff auf die Bahariya-Oase wurden von den Senussi entdeckt, die sich Anfang Oktober nach Siwa zurückzogen.
Im Januar 1917 wurden eine motorisierte Einheiten zu den Oasen Girba und Siwa entsandt. Am 3. Februar erreichten die Briten Girba und Siwa, worauf sich die Senussi in der Nacht nach Westen zurückzogen. Beide Oasen wurde am 4. Februar ohne Widerstand eingenommen. Ein Versuch, den sich zurückziehenden Feind zu vernichten, scheiterte am schwierigen Gelände. Während die britischen Truppen am 8. Februar nach Matruh zurückkehrten, zog sich Ahmed nach Jaghbub zurück. Die Verhandlungen zwischen Sayed Idris, dem Cousin von Ahmed, und den Briten und Italienern, die Ende Januar begonnen hatten, wurden durch die Nachricht von der Niederlage der Senussi bei Siwa beschleunigt. In den Vereinbarungen von Akramah akzeptierte Idris am 12. April die britischen und am 14. April die italienischen Bedingungen.

### Darfur-Expedition
Am 1. März 1916 begannen die Feindseligkeiten zwischen der sudanesischen Regierung und dem Sultanat von Darfur. Die Expedition wurde durchgeführt, um eine mögliche Invasion des anglo-ägyptischen Sudans und des Sultanats von Ägypten durch Ali Dinar zu verhindern. Der Sirdar (Befehlshaber) der ägyptischen Armee organisierte eine Truppe von etwa 2000 Mann in Rahad, einem Eisenbahnknotenpunkt 320 km östlich der Grenze zu Darfur. Am 16. März überquerten die Truppen die Grenze von Darfur. Mitte Mai befanden sich die Truppen in der Nähe der Hauptstadt, El Fasher. Im Gefecht von Beringia am 22. Mai wurde Ali Dinar besiegt und die anglo-ägyptischen Truppen nahmen die Hauptstadt am nächsten Tag ein. Dinar und 2.000 Gefolgsleute hatten sich vor ihrer Ankunft in die Marra-Berge 80 km südlich von El Fasher abgesetzt.
Dinar entsandte Vertreter, um über die Kapitulationsbedingungen zu verhandeln. Als klar wurde, dass Dinar nur Zeit gewinnen wollte, beendeten die Briten die Gespräche am 1. August. Interne Meinungsverschiedenheiten reduzierten Dinars Truppen auf etwa 1000 Mann. Es wurde daher beschlossen, Posten in Kebkebia, 130 km westlich und Dibbis 180 km südwestlich von El Fasher einzurichten, sobald das Land nach den Regenfällen im August etwas abgetrocknet sein würde. Am 13. Oktober kam es bei Dibbis zu einem Scharmützel und Dinar floh in Richtung Südwesten nach Gyuba. Am 6. November wurden Dinars verbliebene Anhänger besiegt. Die Leiche des Sultans wurde etwa 1,6 km vom Lager entfernt gefunden. Nach der Expedition wurde Darfur dem Sudan einverleibt.

### Kaosenaufstand
Als Anhänger des militant antifranzösischen Sanusiya-Sufi-Ordens hatte Ag Mohammed Wau Teguidda Kaocen ab 1909 im heutigen Ost-Niger und West-Tschad gegen französische Truppen gekämpft. Als er 1910 von den Franzosen besiegt wurde, zog er sich an die Grenze von Darfur zurück. Anschließend kehrte er in die Oasenstadt Kufra im Fezzan zurück, wo er Truppen um sich scharte, die den Sanusiya treu ergeben waren. Nach dem Ausbruch des Krieges im Oktober 1914 riefen die Sanusiya den Dschihad gegen die Franzosen aus.
Die Tuareg eroberten die wichtigsten Städte des Aïr, darunter Ingall, Assodé und Aouderas. Der moderne Norden Nigers geriet für mehr als drei Monate unter die Kontrolle der Rebellen. Am 3. März 1917 löste eine große französische Truppe aus Zinder die Garnison von Agadez ab und begann mit der Rückeroberung der Städte. Es kam zu massiven Repressalien gegen die Stadtbevölkerung. Kaocen floh in den Norden, wo er 1919 in Mourzouk von der örtlichen Miliz getötet wurde.

## Westafrika

### Togo
Am 5. August 1914 schickte Major von Döring, der amtierende Gouverneur von Togoland, ein Telegramm an die britischen Behörden an die Goldküste mit dem Vorschlag um Neutralität. Dieser Vorschlag wurde jedoch abgelehnt. Ab dem 6. bzw. 9. August 1914 drangen französischen und britischen Truppen in Togoland ein. Die deutschen Kolonialtruppen zogen sich aus der Hauptstadt Lomé und der Küstenprovinz zurück und kämpften dann mit Verzögerungsaktionen auf der Strecke nach Norden bis Kamina, wo eine neue Funkstation Berlin mit Togoland, dem Südatlantik und Südamerika verband. Die anglo-französische Hauptstreitmacht rückte von der Küste aus über die Straße und die Eisenbahnlinie vor, während sich kleinere Truppen von Norden her auf Kamina zubewegten. Die deutschen Verteidiger konnten die Angreifer in den Schlachten von Bafilo, Agbeluvhoe und Chra mehrere Tage aufhalten, mussten die Kolonie jedoch am 26. August 1914 aufgeben.

### Kamerun
Am 25. August 1914 waren die britischen Streitkräfte in Nigeria von drei Seiten nach Kamerun eingedrungen. Die britischen Truppen, die sich unter dem Kommando von Oberst MacLear in Richtung Garua im Norden von Kamerun bewegten, erhielten den Befehl, zum deutschen Grenzposten in Tepe westlich von Garua vorzustoßen. Im anschließenden Gefecht wurden die Deutschen zum Rückzug gezwungen. Im Norden versuchten die britischen Truppen, die deutsche Festung Mora einzunehmen, scheiterten jedoch und begannen eine Belagerung, die bis zum Ende des Feldzugs andauerte. Im Süden wurden die britischen Truppen bei Nsanakang geschlagen und fast vollständig vernichtet. MacLear stieß mit seinen Truppen weiter ins Landesinnere in Richtung der deutschen Festung Garua vor, wurde aber in der Ersten Schlacht von Garua am 31. August 1914 zurückgeschlagen. Bevor am 27. September 1914 Duala eingenommen wurde, hatten sich die Deutschen weiter ins Landesinnere zurückgezogen. Ende 1914 waren die Deutschen mit ihrer Lage immer noch recht zufrieden. Im Norden und Süden standen die deutschen Verteidigungsanlagen weiterhin. Die Gebietsverluste im Westen und im Südosten waren vorhersehbar gewesen; der Verteidigungsschwerpunkt im nördlichen Hochland blieb intakt; im Südwesten war die Verbindung nach Muni gesichert.
Anfang 1915 verzögerten die deutschen Streitkräfte einen weiteren Vormarsch der Briten und eine Truppe unter Hauptmann von Crailsheim aus Garua führte eine Offensive nach Nigeria durch, die jedoch mit einer Niederlage bei Gurin endete. Im Juni 1915 konnten die Briten die Zweite Schlacht von Garua und die Schlacht von Ngaundere für sich entscheiden. Die Briten rückten nach Süden bis Jaunde vor, wurden aber durch heftige Regenfälle aufgehalten. Als sich das Wetter besserte, rückten die Briten weiter nach Süden vor, eroberten in der Schlacht von Banjo am 6. November 1915 ein deutsches Fort und nahmen bis zum Jahresende weitere Städte ein. Im Dezember 1915 bereiteten sich die Briten auf einen Angriff auf Jaunde vor. Zur gleichen Zeit war der größte Teil von Neukamerun bereits vollständig von belgischen und französischen Truppen besetzt, die ebenfalls mit den Vorbereitungen für einen Angriff auf Jaunde begannen. Als die Alliierten von allen Seiten auf Jaunde vorstießen, befahl der deutsche Befehlshaber Carl Zimmermann den verbliebenen deutschen Einheiten und Zivilisten die Flucht nach Rio Muni. Bis Mitte Februar 1916 erreichten etwa 7.000 Soldaten und etwa 7.000 Zivilisten spanisches Territorium. Am 18. Februar 1916 endete die Belagerung von Mora mit der Kapitulation der Garnison.

### Südwestafrika-Feldzug
Ein erster Einmarsch nach Deutsch-Südwestafrika durch südafrikanische Truppen konnte in der Schlacht bei Sandfontein am 25. September 1914 abgewehrt werden. Um einen weiteren Eroberungsversuch zu verhindern, begannen die Deutschen eine Invasion der Südafrikanischen Union. In der Schlacht von Kakamas konnte ein weiterer Vormarsch der Deutschen verhindert werden. Kurz darauf begannen die Südafrikaner mit einem weiteren Invasionsversuch. Der südafrikanische Premierminister Louis Botha übertrug Jan Smuts das Kommando über die südlichen Truppen, während er die nördlichen Truppen befehligte. Botha traf am 11. Februar 1915 in Swakopmund ein und baute seine Invasionsstreitkräfte in der Walfischbucht, einer südafrikanischen Enklave etwa auf halber Strecke entlang der Küste von Deutsch-Südwestafrika, weiter auf. Im März begann Botha einen Vorstoß von Swakopmund aus entlang des Swakop-Tals und eroberte Otjimbingwe, Karibib, Friedrichsfelde, Wilhelmsthal und Okahandja, bevor er am 5. Mai 1915 in Windhuk einmarschierte.
Am 12. Mai 1915 verhängte Botha das Kriegsrecht und teilte seine Truppen in vier Kontingente auf, welche die deutschen Truppen im Landesinneren von den Küstenregionen Kunene und Kaokoveld abschnitten und in den Nordosten ausschwärmten. Er teilte seine Truppen in vier Kolonnen auf. Coen Brits zog nach Norden bis Otjivarongo und von dort in Richtung Etosha Pan, um die deutsche Rückzugslinie zu bedrohen. Henry Lukin ging entlang der Eisenbahnlinie von Swakopmund nach Tsumeb. M. W. Myburgh und Manie Botha marschierten nach Osten, wo sie Otavi und Tsumeb erreichten. Die deutschen Truppen im Nordwesten wurden am 1. Juli in der Schlacht von Otavi besiegt. Im Süden landete Smuts auf dem südwestafrikanischen Marinestützpunkt Luderitzbucht, stieß dann ins Landesinnere vor und eroberte am 20. Mai Keetmanshoop. Smuts stieß weiter entlang der Eisenbahnlinie nach Norden bis Berseba vor und nahm am 26. Mai 1915 nach zweitägigen Kämpfen Gibeon ein. Die Deutschen im Süden waren gezwungen, sich nach Norden nach Windhuk und damit in Richtung Bothas Truppen zurückzuziehen. Am 9. Juli 1915 kapitulierten schließlich sämtliche deutsche Truppen.

### Angola
Nach dem Verlust des Funksenders von Kamina in Togoland konnten die deutschen Streitkräfte in Südwestafrika nur schwer miteinander kommunizieren, und bis Juli 1915 wussten sie nicht, ob sich Deutschland und Portugal im Krieg befanden. Am 19. Oktober 1914 kam es zu einem Zwischenfall, bei dem fünfzehn Deutsche unerlaubt nach Angola eindrangen und im Fort Naulila festgenommen wurden. Am 31. Oktober 1914 starteten mit Maschinengewehren bewaffnete deutsche Truppen einen Überraschungsangriff auf den kleinen Außenposten der portugiesischen Armee in Cuangar, der als Cuangar-Massaker bekannt wurde, acht Soldaten und ein Zivilist wurden getötet.
Am 18. Dezember 1914 griff eine deutsche Truppe von 500 Mann unter dem Kommando von Major Victor Franke die Portugiesen bei Naulila an. Eine deutsche Granate sprengte das Munitionsmagazin in Forte Roçadas, und die Portugiesen waren gezwungen, sich aus der Region Ovambo nach Humbe zurückzuziehen. Dabei wurden 69 Soldaten getötet, 76 verwundet und 79 gefangen genommen. Die deutschen Verluste lagen bei 12 Toten und 30 Verwundeten. Einheimische Zivilisten sammelten portugiesische Waffen und erhoben sich gegen das Kolonialregime. Am 7. Juli 1915 besetzten portugiesische Truppen unter dem Kommando von General Pereira d’Eça erneut die Region Humbe und terrorisierten die Bevölkerung. Die Deutschen zogen sich nach Süden zurück. Zwei Tage später kapitulierten die deutschen Truppen in Südwestafrika und beendeten damit den Südwestafrika-Feldzug.

## Ostafrika

### Operationen 1914–1915
Deutschland gründete seine Kolonien in Ostafrika 1885. Das Gebiet umfasste 995.000 km² und erstreckte sich über die Gebiete des heutigen Ruanda, Burundi und Tansania. Die 5.300 Europäer, die das Land regierten, standen einer einheimischen Bevölkerung von siebeneinhalb Millionen Menschen gegenüber. Beim Ausbruch des Krieges befanden sich auf deutscher Seite 2.760 Soldaten und auf britischer Seite 2.319. Am 5. August 1914 griffen britische Truppen aus dem Protektorat Uganda deutsche Vorposten in der Nähe des Viktoriasees an, und am 8. August beschossen die Astraea und die Pegasus Dar es Salaam. Am 15. August eroberten deutsche Truppen Taveta auf der britischen Seite des Kilimandscharo. Im September 1914 drangen die Deutschen tiefer nach Britisch-Ostafrika ein, mussten sich aber Mitte des Monates wieder zurückziehen. Auf britischer Seite plante man eine Operation, um ganz Deutsch-Ostafrika unter britische Kontrolle zu bringen. Anfang November 1914 rückten britische Truppen aus zwei Richtungen gegen die deutsche Kolonie vor. Obwohl deutlich unterlegen, konnten die Deutschen die britische Offensive vom 2. bis 4. November bei der ostafrikanischen Hafenstadt Tanga zurückschlagen. Ein weiterer Invasionsversuch wurde zwischen dem 18. und 19. Januar 1915 am Grenz- und Küstenort Jassini gestoppt. Am 23. Juni 1915 zerstörten die Briten in der Schlacht von Bukoba eine der beiden deutschen Funkstationen am Victoriasee.

### Gefecht am Rufiji Delta
Beim Ausbruch des Krieges erhielt der Kleine Kreuzer Königsberg den Auftrag, den britischen Schiffsverkehr an der ostafrikanischen Küste zu stören. Am 19. September 1914 versenkte sie den geschützten Kreuzer Pegasus. Danach kehrte die Königsberg zur Überholung in den Rufiji zurück. Nachdem sie von Schiffen des britischen Kapgeschwaders in die Enge getrieben worden waren, wurden die Monitore Mersey und Severn zum Rufiji beordert, um die Königsberg zu versenken. Als die beiden Monitore am Morgen des 10. Juni 1914 um 5:20 Uhr in den Fluss einfuhren, gerieten sie unter Artilleriebeschuss, der jedoch keinen Schaden anrichtete. Um 6:30 Uhr ankerten die beiden Monitore an einem Punkt, der etwa 10 km von der Königsberg entfernt war, und eröffneten das Feuer. Als die Königsberg das Feuer erwiderte, traf sie die Mersey und setzte sie außer Gefecht. Beide Schiffe kehrten zurück an ihre ursprüngliche Position, um erneut anzugreifen. Die Königsberg feuerte weiterhin, jedoch mit geringerer Genauigkeit und weniger Geschützen. Gegen 15:45 Uhr zogen sich die Monitore flussabwärts zurück. Am 11. Juni eröffneten die beiden Schiffe gegen 12:30 Uhr erneut das Feuer. Um 12:52 Uhr wurde eine große Explosion beobachtet und um 14:00 Uhr wurde das Schiff von den Deutschen aufgeben.

### Operationen 1916–1918
Im Februar 1916 übernahm Generalleutnant Jan Smuts das Oberkommando der britischen Streitkräfte in Ostafrika. Durch eine Verstärkung und lokale Rekrutierung waren die britischen Truppen auf 27.350 Mann angewachsen. Auf deutscher Seite konnten die Streitkräfte auf 13.800 Mann erhöht werden. Die britischen Operationen für 1916 sahen einen Angriff um den Kilimandscharo vor, während belgische Truppen aus dem Nordwesten vorstießen und ein dritter Angriff aus Nordrhodesien im Südwesten erfolgte. Smuts’ Offensive trieb die Deutschen von der kenianischen Grenze bis zum Rufiji und aus dem westlichen Teil von Deutsch-Ostafrika. Sein Nachschubsystem brach jedoch zusammen, und der daraus resultierende Mangel und die Ausbreitung von Krankheiten ließen seine Truppen stark schrumpfen. Mit dem Beginn der Regenzeit endete der Vormarsch und Smuts wurde durch Generalmajor Jacob van Deventer abgelöst.
Im Juli 1917 wurde die Offensive fortgesetzt und bis zum Herbst wurden die Deutschen 160 km nach Süden gedrängt. In der Schlacht bei Mahiwa konnte der Vormarsch der Briten gestoppt werden und die Deutschen zogen sich nach Portugiesisch-Ostafrika zurück, wo sie die Schlacht von Ngomano für sich entscheiden konnten. Im August 1918 kehrten die Deutschen nach Deutsch-Ostafrika zurück und drangen dann nach Nordrhodesien vor. Am 23. November 1918, zwölf Tage nach der Unterzeichnung des Waffenstillstands in Frankreich, kapitulierte Paul von Lettow-Vorbeck.

## Nachwirkungen
Der Krieg führte zu Veränderungen bei den Kolonialbesitzungen der europäischen Mächte in Afrika. Deutschland, das mehrere Kolonien in Afrika besaß, verlor diese infolge des Krieges. Die Gebiete wurden unter den alliierten Siegermächten, vor allem Großbritannien und Frankreich, aufgeteilt. Diese Neuverteilung der Gebiete trug dazu bei, die kolonialen Grenzen in Afrika neu zu ziehen. Darüber hinaus hatte der Krieg einen tiefgreifenden Einfluss auf die Entwicklung des afrikanischen Nationalismus und der Unabhängigkeitsbewegungen. Die afrikanischen Soldaten, die auf beiden Seiten kämpften, waren neuen Ideen und Erfahrungen ausgesetzt, und viele kehrten mit dem Wunsch nach Selbstbestimmung und Unabhängigkeit nach Hause zurück.
Der Konflikt hatte auch verheerende Auswirkungen auf die lokale Bevölkerung, die von Hungersnöten und Krankheiten heimgesucht wurde. Darüber hinaus erschöpfte der Krieg die afrikanischen Ressourcen, da beide Seiten Nahrungsmittel, Vieh und andere Vorräte für ihre Kriegsanstrengungen beschlagnahmten. Nach dem Krieg führte der Völkerbund das System der Mandate und Treuhandschaften ein, um die ehemaligen deutschen und osmanischen Gebiete zu verwalten. Im Rahmen dieses Systems erhielten die europäischen Mächte die Autorität über diese Gebiete mit der Verpflichtung, sie auf die Selbstverwaltung vorzubereiten. In Afrika führte dies zu einer verlängerten Kolonialherrschaft, wenn auch unter dem Deckmantel der späteren Unabhängigkeit.